# نوننماتوایهر
نوننماتوایهر (به آلمانی: Nonnenmattweiher) یک منطقهٔ مسکونی در آلمان است که در لوراخ واقع شده‌است.